# Le Sable et le Soldat
Le Sable et le Soldat est une chanson composée et enregistrée en 1967 par le chanteur français Serge Gainsbourg.
Son titre SACEM est Le Sabre et le Soldat.

## Histoire

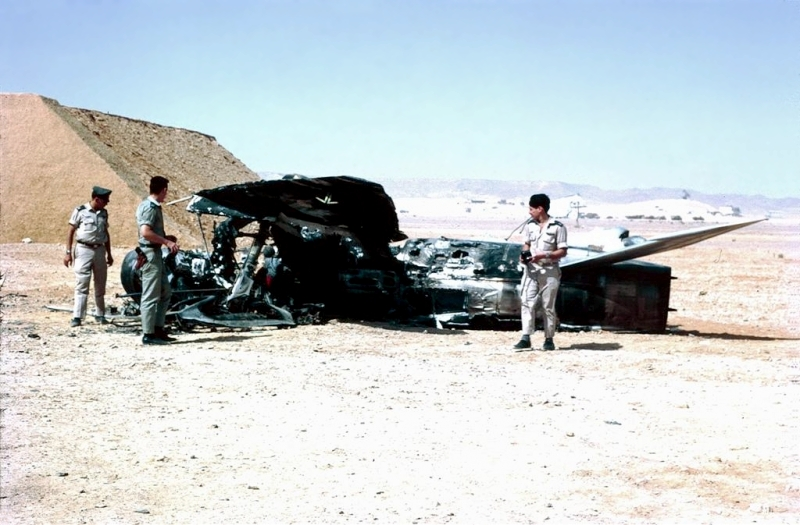
Officiers israéliens près d'un Mikoyan-Gourevitch MiG-21 égyptien détruit à l'(juin 1967).

Avraham Scherman, conseiller culturel à l'ambassade parisienne de l'État israélien, demande en 1967 au chanteur Serge Gainsbourg, alors peu connu, de composer une marche militaire nouvelle destinée à remonter le moral des soldats de Tsahal, à la veille pressentie de violents combats.
Au début du mois de juin 1967, Serge Gainsbourg écrit la chanson en français, puis la traduit en hébreu. Dans la nuit du 6 au 7 juin 1967, il enregistre la maquette en français en moins de deux minute, avec un accompagnement mélodique d'orgue électrique. La traduction en hébreu n’est alors pas enregistrée.
Confiée à la navette diplomatique de l'ambassade israélienne, la bande magnétique du morceau prend l'avion pour Tel-Aviv, où elle atterrit durant la Guerre des Six Jours. Au lendemain de la victoire israélienne, la chanson est diffusée, en français, sur la radio Kol Israel. Après ce conflit armé éclair, l'enregistrement reste dans les archives de Kol Israel, et la chanson est dès lors oubliée durant trente-cinq ans.
Ainsi, en 2002, le collectionneur Jean-Gabriel Le Nouvel, qui en connait l'existence, effectue des recherches très approfondies durant plusieurs mois pour localiser la précieuse bande et l'exhume des archives. La version initiale restaurée fait l'objet d'une radiodiffusion en exclusivité par les studios de la RCJ en 2002,. Puis, le label Kol Record se charge d'assurer la production et l'enregistrement de l'adaptation inédite du titre en hébreu, titrée Al Holot Israel, et interprétée par la chorale de Tsahal,, nommée Leakat Magav.

## Thème
Les paroles de la chanson, sionistes et guerrières, tranchent avec le répertoire habituel de l'auteur. Elles comportent de nombreuses références à la culture juive : David, Goliath...
Elles étonneront beaucoup de monde lors de sa première diffusion et le magazine Tribune juive, écrira dans son article : « […] Et pourtant, Gainsbourg n'était pas attaché à Israël. D'ailleurs, il n'y a jamais mis les pieds. Et lorsqu'il parlait de ses racines, il préférait évoquer la Russie de ses parents. Peut-être avoue-t-il dans cette chanson ce qu'il n'a jamais osé dire ? […] Personne ne se doutait que Gainsbourg, même s'il ne s'est jamais caché d'être juif « Je suis né sous une bonne étoile... jaune », disait-il, aurait écrit une chanson si engagée pour le jeune État d'Israël à l'issue de la guerre des 6 jours et de la libération de Jérusalem… »
De son vivant, Gainsbourg a très peu parlé d’Israël, et parfois de façon contradictoire. Le 3 novembre 1982, lorsque Noël Simsolo invita Gainsbourg sur France Culture dans “Une journée avec Serge Gainsbourg” diffusée le même jour, ce dernier dit : "Me battre pour mes origines juives ? Pourquoi pas, mais je ne vois pas où… moi, je suis un ashkénaze, je ne suis pas un mec d’Israël."
Pourtant, interviewé par Patrick Bouchitey en 1981 sur Carbone 14, il avait déclaré, à propos de cette chanson, avoir failli aller en Israël pour se faire tuer : « Tu serais vraiment aller te battre ? — Oui, si ça tournait mal... Non, pas me battre, me faire tuer ! Oui, d'instinct, de par mes racines. »

## Référence
1. 1 2 3 4 5 6  « Gainsbourg sioniste ? L'histoire d'une chanson aux oubliettes », sur France Culture, 27 novembre 2018 (consulté le 23 mars 2022)
2. 1 2 3 4 5  Hazies Mousli, « Gainsbourg "Le sable et le soldat" », sur Mediapart (consulté le 9 mai 2022)
3. ↑  « Serge Gainsbourg : "Le Sable et le Soldat" (Le Sable d'Israël) », sur youtube.com (consulté le 30 août 2021).
4. ↑  Serge Gainsbourg & la Chorale de Tsahal -Al Holot Israel - Le Sable et le Soldat, soundcloud.com (lire en ligne).
5. ↑  Vidéo Je suis né sous une bonne étoile... jaune à 8:30 et 9:50 dans la Chronique musicale de Steve Krief sur Akadem sur akadem.org.